# Türk Telekom Basketbol Kulubü
El Türk Telekom Basketbol Kulubü (English: Turk Telekom Basketball Club) es un equipo de baloncesto turco que compite en la BSL, la primera división de su país. Tiene su sede en Ankara y pertenece a la sociedad deportiva Türk Telekom Gençlik Spor Kulübü. Disputa sus partidos en el Ankara Arena, con capacidad para 10,400 espectadores.

## Historia
El club fue fundado en 1954, inaugurando su sección de baloncesto con el nombre de PTT en 1991. En 1996, el equipo cambió su nombre a Türk Telekom PTT. Actualmente, el nombre del equipo es Türk Telekom.
Türk Telekom ganó la Copa de baloncesto de Turquía en 2008 tras vencer al Oyak Renault. Además, ese mismo año el equipo ganó la Copa del Presidente tras derrotar al Fenerbahçe Ülkerspor.
Türk Telekom también tiene un equipo filial llamado Genç Telekom. Compiten en la TB2L. 
En septiembre de 2011, el primer turco que disputó un All-Star Game de la NBA, Mehmet Okur de los Utah Jazz, anunció su fichaje por el Türk Telekom, tras la Huelga de la NBA 2011.

## Historial en la Liga Turca
| Temporada | División | Liga | Posición | Play-Offs        | Copa Turca       | Competición Europea                |
| --------- | -------- | ---- | -------- | ---------------- | ---------------- | ---------------------------------- |
| 1991–92   | 1        | BSL  | 12º      | –                | –                | –                                  |
| 1992–93   | 1        | BSL  | 9º       | –                | –                | –                                  |
| 1993–94   | 1        | BSL  | 3º       | Semifinales      | –                | –                                  |
| 1994–95   | 1        | BSL  | 5º       | Cuartos de final | –                | Copa Korać                         |
| 1995–96   | 1        | BSL  | 11º      | –                | Subcampeón       | Copa Korać                         |
| 1996–97   | 1        | BSL  | 2º       | Subcampeón       | –                | Copa Saporta                       |
| 1997–98   | 1        | BSL  | 6º       | Cuartos de final | Subcampeón       | Euroleague                         |
| 1998–99   | 1        | BSL  | 9º       | –                | –                | Copa Saporta                       |
| 1999–00   | 1        | BSL  | 8º       | Cuartos de final | –                | Copa Korać - Cuartos de final      |
| 2000–01   | 1        | BSL  | 4º       | Semifinales      | Subcampeón       | Copa Korać                         |
| 2001–02   | 1        | BSL  | 5º       | Cuartos de final | Semifinales      | Copa Saporta                       |
| 2002–03   | 1        | BSL  | 4º       | Semifinales      | Subcampeón       | FIBA Champions' Cup                |
| 2003–04   | 1        | BSL  | 9º       | –                | Semifinales      | FIBA Europe League                 |
| 2004–05   | 1        | BSL  | 7º       | Cuartos de final | Cuartos de final | Copa ULEB                          |
| 2005–06   | 1        | BSL  | 5        | Cuartos de final | Cuartos de final | –                                  |
| 2006–07   | 1        | BSL  | 3º       | Semifinales      | Cuartos de final | FIBA Eurocup - Cuartos de final    |
| 2007–08   | 1        | BSL  | 2º       | Subcampeón       | Campeón          | Copa ULEB                          |
| 2008–09   | 1        | BSL  | 3º       | Semifinales      | Cuartos de final | Eurocup - Last-16                  |
| 2009–10   | 1        | BSL  | 5º       | Cuartos de final | Cuartos de final | Eurocup - Last-16                  |
| 2010-11   | 1        | BSL  | 10º      | –                | Fase de grupos   | EuroChallenge - Fase de grupos     |
| 2011–12   | 1        | BSL  | 9º       | –                | Fase de grupos   | EuroChallenge - Fase de grupos     |
| 2012–13   | 1        | BSL  | 13º      | –                | Fase de grupos   | –                                  |
| 2013–14   | 1        | BSL  | 11º      | –                | Cuartos de final | –                                  |
| 2014–15   | 1        | BSL  | 7º       | Cuartos de final | Fase de grupos   | –                                  |
| 2015-16   | 1        | BSL  | 17º      | Descenso         | Fase de grupos   | FIBA Europe Cup - Octavos de final |
| 2016-17   | 2        | TBL  | 8º       | –                | –                | –                                  |
| 2017-18   | 2        | TBL  | 1º       | Ascenso          | –                | –                                  |
| 2018–19   | 1        | BSL  | 7        | Cuartos de final | Semifinales      | EuroCup Fase de grupos             |

## Türk Telekom en competiciones europeas
Copa Korać 1994-95
| 1ª ronda                 | Shakhtyor    | Türk Telekom | 73-89 | 81-74 |  |
| 2ª ronda                 | BG Bramsche  | Türk Telekom | 0-20  | 20-0  |  |
| Treintaidosavos de final | Türk Telekom | Pitch Cholet | 89-96 | 79-72 |  |

Copa Korać 1995-96
| 2ª ronda                 | Ficosota     | Türk Telekom     | 81-91 | 92-87 |  |
| Treintaidosavos de final | Türk Telekom | Scavolini Pesaro | 61-73 | 75-60 |  |

Eurocopa 1996-97
| Fase de grupos           | Türk Telekom  | Budućnost           | 90-82 | 62-53 |  |
| Fase de grupos           | Marc-Körmend  | Türk Telekom        | 82-73 | 93-81 |  |
| Fase de grupos           | London Towers | Türk Telekom        | 61-72 | 70-61 |  |
| Fase de grupos           | Türk Telekom  | Vita                | 92-80 | 62-69 |  |
| Fase de grupos           | Mash Verona   | Türk Telekom        | 76-64 | 74-64 |  |
| Treintaidosavos de final | Teamware      | Türk Telekom        | 82-84 | 96-89 |  |
| 16º de final             | Türk Telekom  | Apollon             | 89-73 | 67-66 |  |
| Cuartos de final         | Türk Telekom  | Paris Basket Racing | 72-92 | 92-50 |  |

Euroliga 1997-98
| 1ª fase | Split Croatia Insurance | Türk Telekom       | 72-56 | 78-69 |
| 1ª fase | Türk Telekom            | Adecco Estudiantes | 80-88 | 71-73 |
| 1ª fase | Benetton Treviso        | Türk Telekom       | 71-66 | 67-84 |
| 1ª fase | FC Porto                | Türk Telekom       | 61-76 | 79-62 |
| 1ª fase | Türk Telekom            | PAOK               | 73-66 | 72-63 |
| 2ª fase | Türk Telekom            | Maccabi Tel-Aviv   | 67-79 | 87-76 |
| 2ª fase | Efes Pilsen             | Türk Telekom       | 74-68 | 69-83 |
| 2ª fase | Türk Telekom            | Olympiakos         | 80-82 | 64-60 |

Copa Saporta 1998-99
| Fase de grupos           | Türk Telekom       | Slovakofarma Pezinok | 77-66 | 80-78 |  |
| Fase de grupos           | Mlékárna Kunín     | Türk Telekom         | 77-67 | 89-71 |  |
| Fase de grupos           | Türk Telekom       | Cholet               | 84-77 | 79-65 |  |
| Fase de grupos           | Split              | Türk Telekom         | 68-77 | 75-74 |  |
| Fase de grupos           | Türk Telekom       | MZT 2000             | 75-57 | 73-81 |  |
| Treintaidosavos de final | KK Savinjski Hopsi | Türk Telekom         | 70-64 | 77-53 |  |
| Octavos de final         | Türk Telekom       | Partizan             | 70-85 | 76-43 |  |

Copa Korać 1999-00
| Fase de grupos           | HKK Brotnjo  | Türk Telekom    | 71-67 | 100-76 |  |
| Fase de grupos           | Türk Telekom | Radio Korasidi  | 81-80 | 64-53  |  |
| Fase de grupos           | HERZOGtel    | Türk Telekom    | 84-91 | 85-76  |  |
| Treintaidosavos de final | Türk Telekom | Pınar Karşıyaka | 78-72 | 66-65  |  |
| Octavos de final         | Türk Telekom | Aris            | 82-59 | 62-73  |  |
| Cuartos de final         | Limoges      | Türk Telekom    | 71-57 | 75-67  |  |

Copa Korać 2000-01
| 2ª ronda       | Triglav Osiguranje | Türk Telekom | 101-92 | 89-62  |  |
| Fase de grupos | Fenerbahçe         | Türk Telekom | 68-64  | 73-83  |  |
| Fase de grupos | Türk Telekom       | Vojvodina    | 83-71  | 88-100 |  |
| Fase de grupos | Hemofarm Vršac     | Türk Telekom | 98-80  | 77-75  |  |

Copa Saporta 2001-02
| Fase de grupos   | Strasbourg IG  | Türk Telekom     | 93-84  | 92-80   |  |
| Fase de grupos   | Snaidero Udine | Türk Telekom     | 84-89  | 73-79   |  |
| Fase de grupos   | Türk Telekom   | Portugal Telecom | 87-75  | 108-104 |  |
| Fase de grupos   | Türk Telekom   | Lugano Snakes    | 101-71 | 105-110 |  |
| Fase de grupos   | Türk Telekom   | Pamesa Valencia  | 75-79  | 76-77   |  |
| Octavos de final | Türk Telekom   | Panionios        | 80-74  | 71-63   |  |

FIBA Europe Champions Cup 2002-03
| Ronda clasificatoria regional | Türk Telekom            | Hemofarm       | 80-66  | 93-70 |
| Ronda clasificatoria regional | Levski Spartak          | Türk Telekom   | 81-92  | 73-65 |
| Ronda clasificatoria regional | Sloboda Dita            | Türk Telekom   | 60-81  | 85-77 |
| Ronda clasificatoria regional | Panionios               | Türk Telekom   | 73-82  | 82-75 |
| Ronda clasificatoria regional | Türk Telekom            | Hapoel Samsung | 85-76  | 83-71 |
| Semifinal regional            | Lukoil Academic         | Türk Telekom   | 99-83  |       |
| Final regional (3º puesto)    | Türk Telekom            | Peristeri      | 86-70  |       |
| Fase de grupos                | Türk Telekom            | MBC Odessa     | 85-104 | 93-73 |
| Fase de grupos                | Hapoel Migdal Jerusalem | Türk Telekom   | 101-91 | 86-74 |
| Fase de grupos                | Türk Telekom            | UNICS          | 71-79  | 94-72 |

FIBA Europe League 2003-04
| Fase de grupos   | Azovmash      | Türk Telekom | 80-56  | 62-73  |  |
| Fase de grupos   | Türk Telekom  | Telindus     | 72-73  | 102-87 |  |
| Fase de grupos   | UNICS         | Türk Telekom | 96-60  | 68-91  |  |
| Fase de grupos   | Alita         | Türk Telekom | 64-77  | 89-87  |  |
| Fase de grupos   | Türk Telekom  | STB Le Havre | 75-62  | 56-93  |  |
| Fase de grupos   | CBC Siroki    | Türk Telekom | 68-75  | 85-62  |  |
| Octavos de final | Strauss Iscar | Türk Telekom | 101-78 | 75-98  |  |

Copa ULEB 2004-05
| Fase de grupos | Türk Telekom      | Reflex                | 90-93 | 74-68  |
| Fase de grupos | Aris Egnatia Bank | Türk Telekom          | 97-58 | 78-87  |
| Fase de grupos | Türk Telekom      | MBC Dinamo Moscú      | 76-80 | 106-69 |
| Fase de grupos | Türk Telekom      | Vertical Vision Cantu | 74-82 | 99-80  |
| Fase de grupos | Lukoil Academic   | Türk Telekom          | 97-78 | 83-102 |

Eurocopa de la FIBA 2006-2007
| 1ª fase          | Panionios BC     | Türk Telekom     | 84-76 | 82-75 |  |
| 1ª fase          | Türk Telekom     | PBC CSKA Sofia   | 93-86 | 75-79 |  |
| 1ª fase          | Türk Telekom     | Ural Great Perm  | 96-79 | 71-80 |  |
| 2ª fase          | Türk Telekom     | Spirou Charleroi | 81-71 | 73-77 |  |
| 2ª fase          | Panionios BC     | Türk Telekom     | 68-71 | 78-77 |  |
| 2ª fase          | Lokomotiv Rostov | Türk Telekom     | 83-72 | 92-80 |  |
| Cuartos de final | Türk Telekom     | Virtus Roma      | 87-95 | 59-54 |  |

Copa ULEB 2007-08
| Fase de grupos | BC Šiauliai    | Türk Telekom | 90-97  | 102-99 |  |
| Fase de grupos | Türk Telekom   | KK Bosna     | 95-82  | 80-85  |  |
| Fase de grupos | DKV Joventut   | Türk Telekom | 102-83 | 96-94  |  |
| Fase de grupos | Türk Telekom   | ALBA Berlín  | 82-71  | 73-81  |  |
| Fase de grupos | Guildford Heat | Türk Telekom | 67-107 | 92-73  |  |
| Last-32        | UNICS Kazan    | Türk Telekom | 91-65  | 96-93  |  |

Eurocup 2008-09
| Fase de grupos | Bnei HaSharon | Türk Telekom       | 54-76 | 20-0  |
| Fase de grupos | Türk Telekom  | Panellinios Atenas | 70-64 | 82-74 |
| Fase de grupos | Aris BSA 2003 | Türk Telekom       | 79-75 | 78-65 |
| Last 16        | Türk Telekom  | KK Zadar           | 89-82 | 94-86 |
| Last 16        | UNICS Kazan   | Türk Telekom       | 72-57 | 66-86 |
| Last 16        | Türk Telekom  | Benetton Basket    | 67-99 | 89-87 |

Eurocup 2009-10
| Fase de grupos | BC Spartak de San Petersburgo | Türk Telekom           | 85-83 | 86-73 |
| Fase de grupos | Türk Telekom                  | Spirou Basket          | 91-67 | 61-74 |
| Fase de grupos | Türk Telekom                  | Bizkaia Bilbao Basket  | 70-85 | 81-75 |
| Last 16        | Gran Canaria 2014             | Türk Telekom           | 73-65 | 78-79 |
| Last 16        | Türk Telekom                  | ČEZ Basketball Nymburk | 92-97 | 84-94 |
| Last 16        | Türk Telekom                  | Crvena Zvezda          | 67-89 | 76-78 |

FIBA EuroChallenge 2010-11
| Fase de grupos | Norrköping Dolphins | Türk Telekom   | 101-89 | 71-77 |
| Fase de grupos | Türk Telekom        | Belgacom Liège | 85-94  | 79-83 |
| Fase de grupos | Barak Netanya       | Türk Telekom   | 113-89 | 84-60 |

FIBA EuroChallenge 2011-12
| Fase de grupos | Türk Telekom         | Pınar Karşıyaka | 74-82 | 81-83 |
| Fase de grupos | Telekom Baskets Bonn | Türk Telekom    | 87-80 | 81-94 |
| Fase de grupos | BC Minsk-2006        | Türk Telekom    | 74-93 | 76-78 |

Copa Europea de la FIBA 2015-16
| Fase de grupos   | Türk Telekom     | KK Kumanovo        | 93-71  | 75-84 |  |
| Fase de grupos   | Rosa Radom       | Türk Telekom       | 68-84  | 89-72 |  |
| Fase de grupos   | Türk Telekom     | KTP                | 108-66 | 72-97 |  |
| Last-32          | Türk Telekom     | WKS Śląsk Wrocław  | 96-68  | 48-69 |  |
| Last-32          | Borås Basket     | Türk Telekom       | 86-114 | 92-72 |  |
| Last-32          | Telenet Oostende | Türk Telekom       | 77-74  | 80-68 |  |
| Octavos de final | Türk Telekom     | Enisey Krasnoyarsk | 95-96  | 75-68 |  |

## Palmarés
- Liga Turca
  - Subcampeón (2): 1997, 2008

- Copa Turca
  - Campeón (1): 2008
  - Subcampeón (4): 1996, 1998, 2001, 2003

- Copa del Presidente
  - Campeón (2): 1997, 2008
  - Subcampeón (1): 1996

- Eurocup
  - Subcampeón (1): 2023

- FIBA EuroCup
  - Cuartos de final (1): 2007

## Jugadores destacados
| - Alexander Koul - Devoe Joseph - Vladan Alanović - Lukša Andrić - Drago Pasalić - Ivan Perinčić - Jan-Hendrik Jagla - Heiko Schaffartzik - Kaspars Kambala - Kristaps Valters - Simas Jasaitis - Goran Jeretin - Virgil Stănescu - Serguéi Bazarévich - Goran Jagodnik - Marijan Kraljević - Miha Zupan - Luka Bogdanović - Miladin Mutavdzić - Vuk Radivojević - Miroslav Radošević - Milovan Raković - Aleksandar Rašić - Tutku Açık - Özgür Adıgüzel - Can Akın - Mutlu Akpınar - Ceyhun Altay - Onur Altınmakas - Ali Apaydin - Emrah Arslan - Hazer Avcı | - Şemsettin Baş - Hüseyin Beşok - Faruk Beşok - Erdal Bibo - Okan Bostancı - Evren Büker - Yunus Çankaya - Canberk Cevit - Hüseyin Demiral - Cenk Duraklar - Emre Ekin - Cüneyt Erden - Serkan Erdoğan - Barış Ermiş - Murat Evliyaoğlu - Tunç Girgin - Sarp Göbeloğlu - İlhan Barış Gökalp - Murat Göktaş - Umut Görür - Zeki Gülay - Muratcan Güler - Barış Güney - Ufuk Kaçar - Ata Kahraman - Ali Kavaklıoğlu - Polat Kaya - Polat Kocaoğlu - Kaan Memişoğlu - Cemal Nalga - Mehmet Okur - Caner Öner | - Adem Ören - Barış Özcan - Barış Özen - Cevher Özer - Yiğit Özmen - Faruk Rasna - Levent Saçak - Alper Saruhan - Soner Şentürk - Fatih Solak - Ümit Sonkol - Mehmet Şükrü Gücal - Ali Ton - Fırat Töz - Kemal Tunçeri - Kerem Tunçeri - Ümit Türkoğlu - Gökhan Üçoklar - Erkan Veyseloğlu - Mehmet Yağmur - Bekir Yarangüme - Osman Yaycıoğlu - Haluk Yıldırım - Alper Yılmaz - Nedim Yücel - Derrick Alston - Khalid El-Amin - Marcellus Anderson - Cedrick Banks - Ramel Bradley - Dee Brown - J'Covan Brown | - Eric Buckner - Donnie Carr - Josh Carter - Richard Coffey - Derrick Davenport - Ricky Davis - Acie Earl - Andy Ellis - Tony Gaffney - Marquis Gilstrap - Gregory Grays - Marcus Haislip - Manny Harris - Michael Jenkins - Alex Jensen - Chris Johnson - Brandon Kurtz - Kris Lang - Monty Mack - Demond Mallet - Ricardo Marsh - Ben McCauley - Jamal McCullough - Tywain McKee - Josh Shipp - Diamon Simpson - Mitch Smith - Greg Stiemsma - K'Zell Wesson - Chris Williams - Kenny Williams - Lance Williams | - Trevor Wilson - Rickie Winslow - Óscar Torres - Ermal Kuqo - Rasim Başak - Orhan Hacıyeva - Eldin Omeragić - Nedim Dal - Samir Selešković - Igor Miličić - Ivica Jurković - Leandro Salgueiro - Sani Bečirovič - Aleksandar Ćapin - Boris Savović - Mirko Milićević - Asım Pars - Víktor Berezhnói - Roderick Blakney - Willie Deane - Andre Owens - Ben Woodside - Deon Thomas - Darius Washington - Kennedy Winston - Michael Roll - Ersin Dağlı - Ali Karadeniz - Steven Rogers |